# 狩人グラフス
狩人グラフス（かりゅうどぐらふす）は、1917年に書かれたチェコの作家カフカによる文学作品。

## あらすじ
ある町に棺桶の乗せた船がやってきた。棺桶はある家の中に運び込まれ、ひんやりとした部屋に置かれた。すると、一人のシルクハットを被り、喪章をつけた紳士風の男がやってきた。棺桶の中にはもじゃもじゃの髪、ヒゲを生やし、日焼けした、猟師風の男が寝ていた。紳士が寝ている男の額に手を当てると、お祈りを始める。しばらくすると、寝ていた男の目が開いた。紳士はあまり驚かず、「リーヴァ市の市長です」と自己紹介した。猟師風の男はグラフスという名前であった。彼は何年も前に、ドイツのシュヴァルツヴァルトの黒森地方で崖から転落したことを話す。そして、あの世へ連れて行ってくれる船が行き先を間違え、あらゆる国々の地上の川や海の上を走っていることを話した。